# Benjamin Franklin Junkin

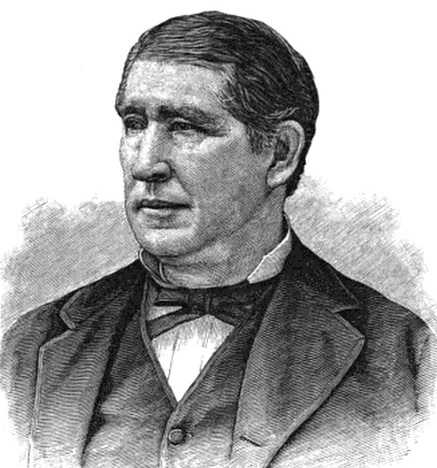
Benjamin Franklin Junkin (1886)

Benjamin Franklin Junkin (* 12. November 1822 bei Carlisle, Pennsylvania; † 9. Oktober 1908 in New Bloomfield, Pennsylvania) war ein US-amerikanischer Politiker. Zwischen 1859 und 1861 vertrat er den Bundesstaat Pennsylvania im US-Repräsentantenhaus.

## Werdegang
Benjamin Junkin besuchte private Schulen und absolvierte danach das Lafayette College in Easton. Nach einem anschließenden Jurastudium und seiner 1844 erfolgten Zulassung als Rechtsanwalt begann er in New Bloomfield in diesem Beruf zu arbeiten. Zwischen 1850 und 1853 war er Bezirksstaatsanwalt im dortigen Perry County. Politisch wurde er Mitglied der 1854 gegründeten Republikanischen Partei.
Bei den Kongresswahlen des Jahres 1858 wurde Junkin im 16. Wahlbezirk von Pennsylvania in das US-Repräsentantenhaus in Washington, D.C. gewählt, wo er am 4. März 1859 die Nachfolge des Demokraten John Alexander Ahl antrat. Da er im Jahr 1860 nicht bestätigt wurde, konnte er bis zum 3. März 1861 nur eine Legislaturperiode im Kongress absolvieren. Diese war von den Ereignissen im unmittelbaren Vorfeld des Bürgerkrieges geprägt.
Nach dem Ende seiner Zeit im US-Repräsentantenhaus praktizierte Benjamin Junkin wieder als Anwalt in New Bloomfield. Zwischen 1871 und 1881 war er vorsitzender Richter im neunten Gerichtsbezirk seines Staates. Von 1886 bis zu seinem Tod am 9. Oktober 1908 war er juristisch für die Pennsylvania Railroad tätig.